# Usměrňovací stanice spalovny ve Vysočanech
Usměrňovací stanice spalovny ve Vysočanech v Praze byla transformační stanice, která stála severně od zaniklé Vysočanské spalovny v místech ulice Pod Harfou.

## Historie
Transformační stanice byla pro Elektrické podniky postavena v letech 1931–1933 architektem Josefem Mlíkou, stavbu realizovala firma Lanna a.s.. Stanice upravovala elektrický proud vyráběný ve vysočanské spalovně odpadů. Fungovala bez větších změn až do roku 2003; poté byla její technologie odstraněna a nový majitel ji dal v září 2006 zbořit.

### Popis
Firma ČKD pro stanici vyrobila ocelový nýtovaný skelet z válcovaných profilů, vyzděný tvarovkami z průmyslové kameniny. Tento skelet zde vytvářel strukturu transformátorových kójí. Obslužný a komunikační prostor byl osvětlen pásovými okny v předsazené fasádě.